# イソ・リヴォルタ・グリフォ
リヴォルタ・グリフォ（Rivolta Grifo ）はイタリアの自動車メーカー・イソが1965年から1974年まで生産した2座席のスーパースポーツカーである。
シボレー製V型8気筒エンジンを搭載した2+2スポーツクーペ・リヴォルタGTの好評を受け、追加モデル投入を考えていたイソの創業者・レンツォ・リヴォルタの求めに応じて、元フェラーリのエンジニア ・ジオット・ビッザリーニがシャシを開発、ベルトーネのチーフデザイナーになったばかりのジョルジェット・ジウジアーロがボディをデザインし、1963年のトリノ・ショーに「グリフォA3/L」（ロードバージョン）・「グリフォA3/C」（コンペティションモデル）としてデビュー、その美しいデザインと精緻なシャシ設計が賞賛された。
グリフォは2年後の1965年に生産化に移された。イソが生産したのはA3/Lの生産型であるシボレー・コルベット用5,400 cc300-350馬力を積むグリフォGLで、最高速度は275 km/hに達した。一方のビッザリーニは1964年のル・マン24時間レースで14位に入賞したA3/Cを生産化、22台を生産したところで両者は袂を分かつこととなり、A3/Cの生産は打ち切られた。
1968年には7リッター版が追加された。ボンネットには大きなエアスクープが作られ、コルベット7リッター用435馬力/5,800 rpmエンジンを収容し、最高速度は当時世界最速の300 km/hを誇った。
1970年にはマイナーチェンジが行われ、シリーズIIとなった。ヘッドランプが半格納式となり、わずか4台ながらタルガトップ式のオープンモデルも生産され、7リッターに代わる最速モデルとして“Can Am”が追加された。"Can Am"は7リッターほどは速くなかったが、極めて希少、快適、そして獰猛なスーパーカーとして今日でも高い評価を得ている。
1972年、イソ社は使用エンジンをフォード製に変更、IR-8となった。5,769 cc325馬力のこのモデルは最高速255 km/hに留まり、シボレーエンジン時代の生気を失ってしまい、1974年イソの倒産とともに消滅する。
生産台数はシリーズIが322台、IIが78台の計400台で、内90台が7リッターである。またシリーズIIの5速ミッション車は23台、"Can Am"のタルガトップは1台しか生産されておらず、とりわけ希少価値が高い。
1990年代に入り、マルチェロ・ガンディーニのデザインでグリフォを復活させるプランが立ち上がったが、結局実現しなかった。